# Luigi Da Rios
Luigi Da Rios (Ceneda, 1844 – Venezia, febbraio 1892) è stato un pittore italiano.

## Biografia
Dopo aver passato un periodo nella bottega di un falegname, a quindici anni entrò nell'Accademia di Venezia dove conseguì numerosi riconoscimenti e premi.
Nel 1866 fuggì a Firenze per sottrarsi al servizio militare. Qui ebbe l'opportunità di studiare i capolavori del Rinascimento. Dopo la terza guerra di indipendenza e la conseguente annessione del Veneto al Regno d'Italia, si stabilì a Venezia, salvo una breve parentesi passata in Lombardia per degli affreschi commissionatigli in una villa di Modrone.
Durante questo periodo incentrò la propria attività sulla ritrattistica, ma passò poi alla pittura di genere con soggetto popolare veneziano. Ha lasciato anche opere a tema religioso.
Nella sua Ceneda, sulla Rotonda di Villa Costantini Morosini Papadopoli-Aldobrandini è stata apposta una targa che lo ricorda.